# Arraia-Maeztu

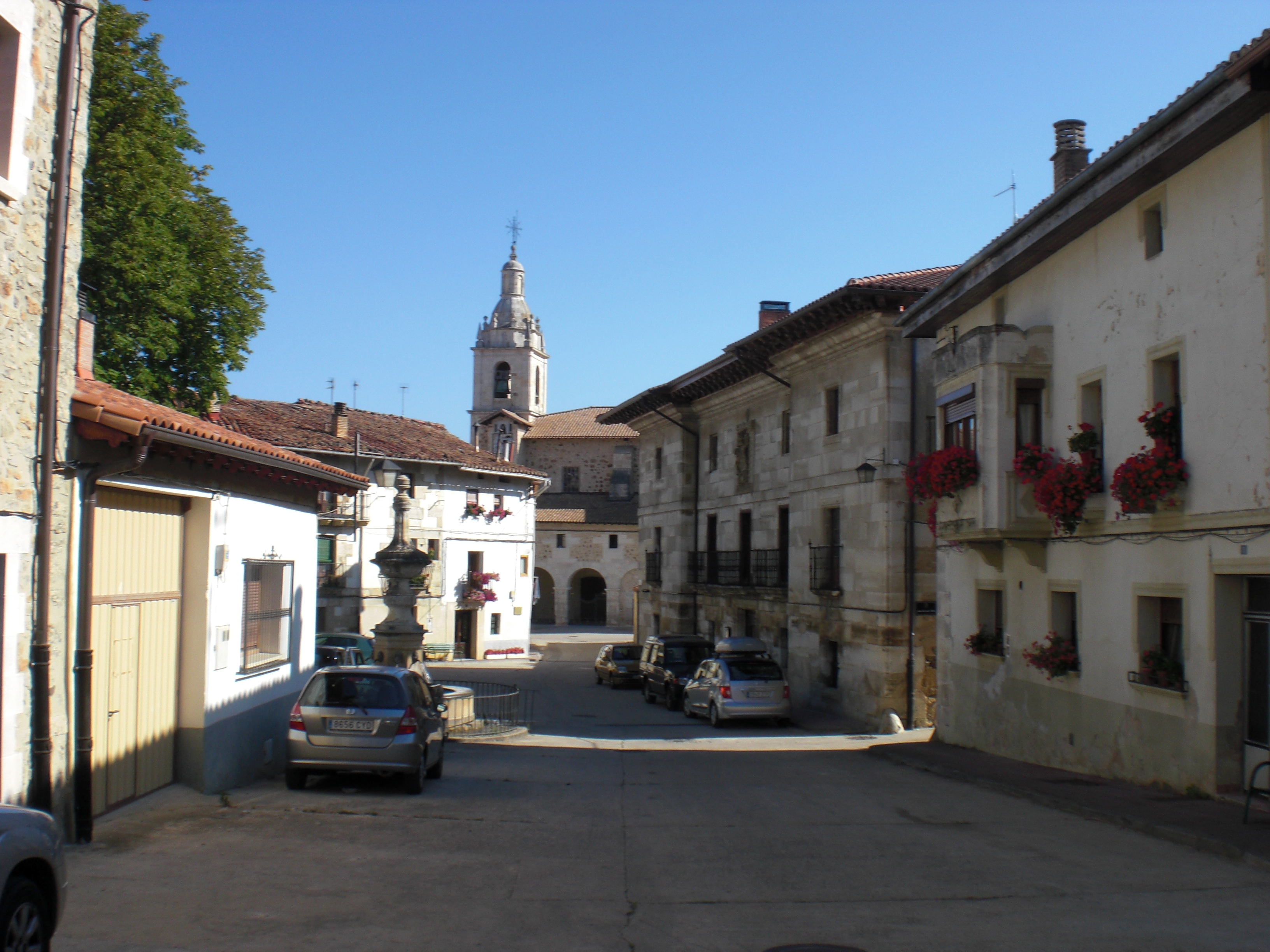
Maeztuko kale nagusia 2008 8 21

Arraia-Maeztu (Spanish: Arraya-Maestu) là một đô thị trong tỉnh Álava, thuộc Xứ Basque, phía bắc Tây Ban Nha. Đô thị này nằm ở độ cao 659 m trên mực nước biển, cách thủ phủ Victoria 25 km. Arraia-Maeztu được thành lập năm 1958, có diện tích 123,11 km² và dân số là 718 người (INE 2007) với mật độ là 5,83 người/km². Mã số bưu chính là 01120.